# Valmont Industries
Valmont Industries ist ein amerikanischer Hersteller von Masten aus Stahl, Aluminium und GFK (Strom- und Beleuchtungsmasten, Windkrafttürme, Pivot-Beregnungssysteme).

## Geschichte
1946 investierte Robert B. Daugherty 5.000 US-Dollar in das Unternehmen Valley Manufacturing, die später in Valmont Industries umbenannt werden sollte. 1954 lizenzierte er ein Pivot-Beregnungssystem von Frank Zybach. In den 1960er Jahren entwickelte das Unternehmen ein schnelles Widerstandsschweißverfahren und stieg in die Herstellung von Rohrmasten für Straßenbeleuchtung und Ampeln ein.